# 圣经带 (荷兰)

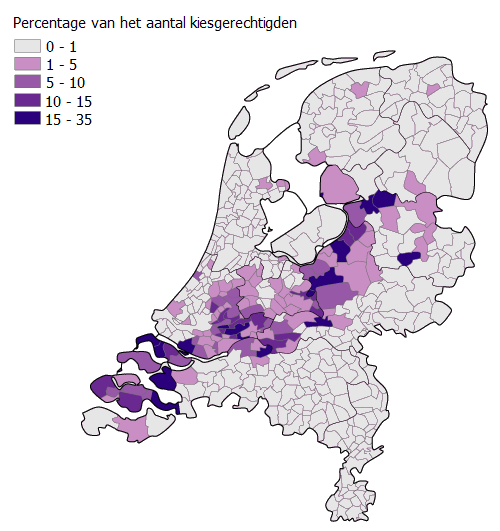
荷兰基督教右翼改革政治党在2010年获得大量选票的地区，基本上与荷兰圣经带重合

圣经带（荷蘭語：Bijbelgordel）是荷兰的一片狭长地带，保守的正统加尔文新教徒在荷兰最为集中。它是参照美国圣经带命名的。
圣经带从泽兰延伸，经过西部贝蒂沃和费吕沃，到上艾瑟尔省的北部地区。该地区的城镇包括耶尔瑟克、托伦、奥德多普、奥普赫斯登、凯斯特伦、巴讷费尔德、宁斯佩特、埃尔斯佩特和斯塔普霍斯特。圣经带最大的三个城市是埃德、费嫩达尔和坎彭。在圣经带之外，还有其他相当大的加尔文新教社区，比如在赖森。
一些有着强烈的保守新教基督徒倾向的社区坐落在这个地带之外。例如弗里斯兰的一些市镇，比如丹蒂马代尔，就具有典型的圣经带的特征。同样，被许多人认为是该国最传统的社区之一的于尔克，也被1942年创建的围垦诺德奥斯特波尔德与圣经带隔开。

## 历史

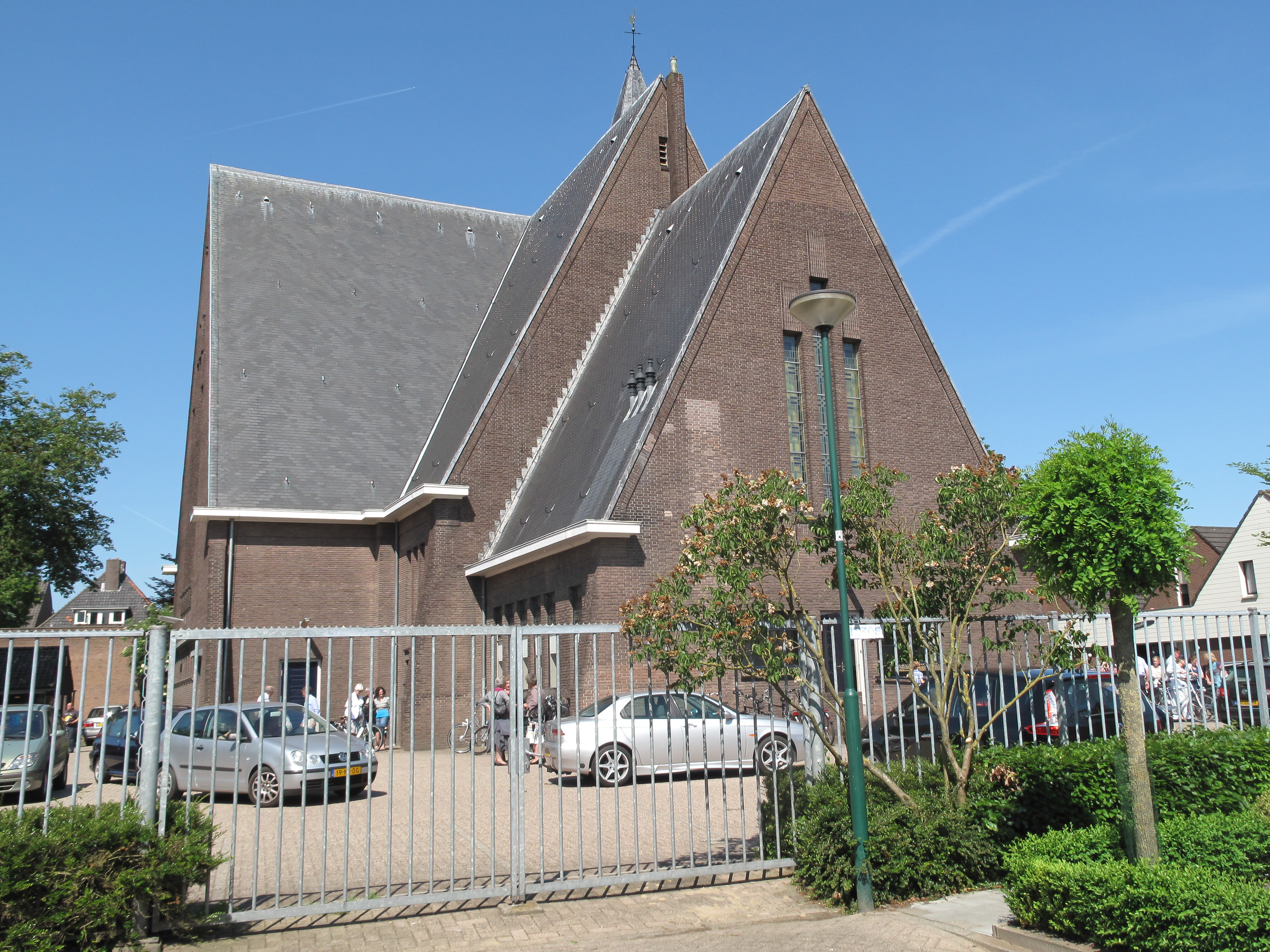
费嫩达尔的新教改革派教堂

在八十年战争中，法兰德斯和北布拉班特被西班牙军队重新征服时，这里的新教基督徒居民被要求皈依天主教或离开。许多人移民到边界以北，特别是在1609至1621年的十二年休战期间。他们中的许多人后来成为了所谓的进一步改革的虔敬主义运动的坚定支持者。
继1832年的分裂运动（“Afscheiding”）和由亚伯拉罕·凯珀领导的1886年的分裂运动（“Doleantie”）之后，他们离开了主流的荷兰归正会，并建立了自己的、更为保守的教会。其中最著名的是基督教归正教会和荷兰归正会众，俗称“黑袜教会”（“zwarte-kousenkerken”）。
圣经带在很多方面与荷兰其他地区都存在差异，其中有定期的周日教堂出席，通常是每个周日两次；传统的南方天主教省北布拉班特省和林堡省周日教堂的出席率平均在2％至3％之间；荷兰北部地区，传统上是荷兰新教教会主导的主流新教基督徒地区，世俗化程度越来越高，教堂的出席率也很低。

## 生活
教会在圣经带社区的生活中扮演着中心角色，他们通常反对荷兰主流社会的自由主义做法，如安乐死、同性恋权利、堕胎、卖淫、色情等。例如，在斯塔普霍斯特，骂人是非法的，妇女只穿裙子或连衣裙。在圣经带社区，公共生活中强烈的宗教色彩伴随着保守的观点、偏爱大家庭（该地区生育率相对较高）以及对传统价值观的强调。圣经带社会近年来引起荷兰公众注意的一个方面是父母对国营疫苗接种计划的怀疑，人们出于宗教原因选择不给孩子接种疫苗。
圣经带为小型基督教政党改革政治党和基督教联盟提供了支持。

## 图集

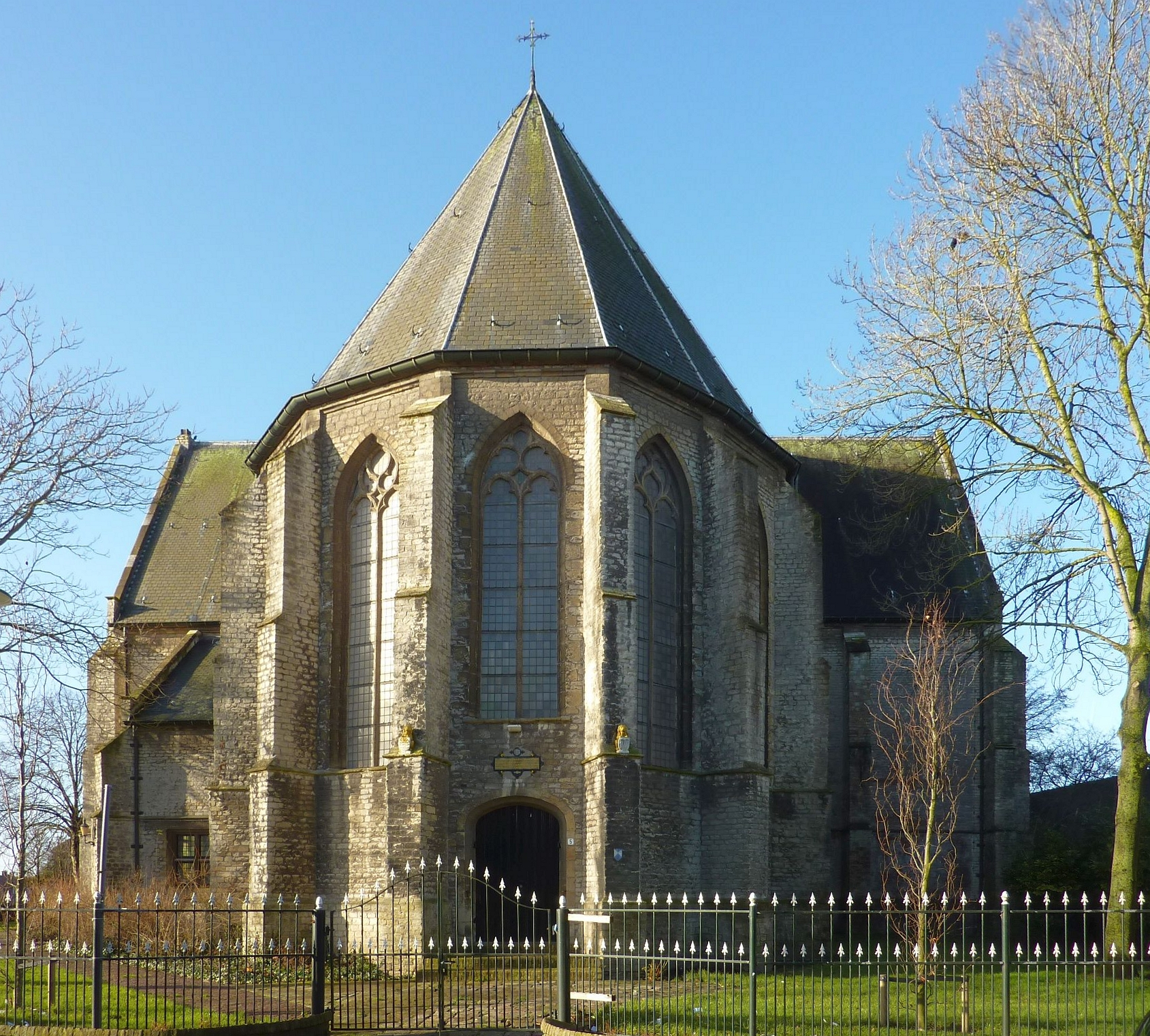
耶尔瑟克
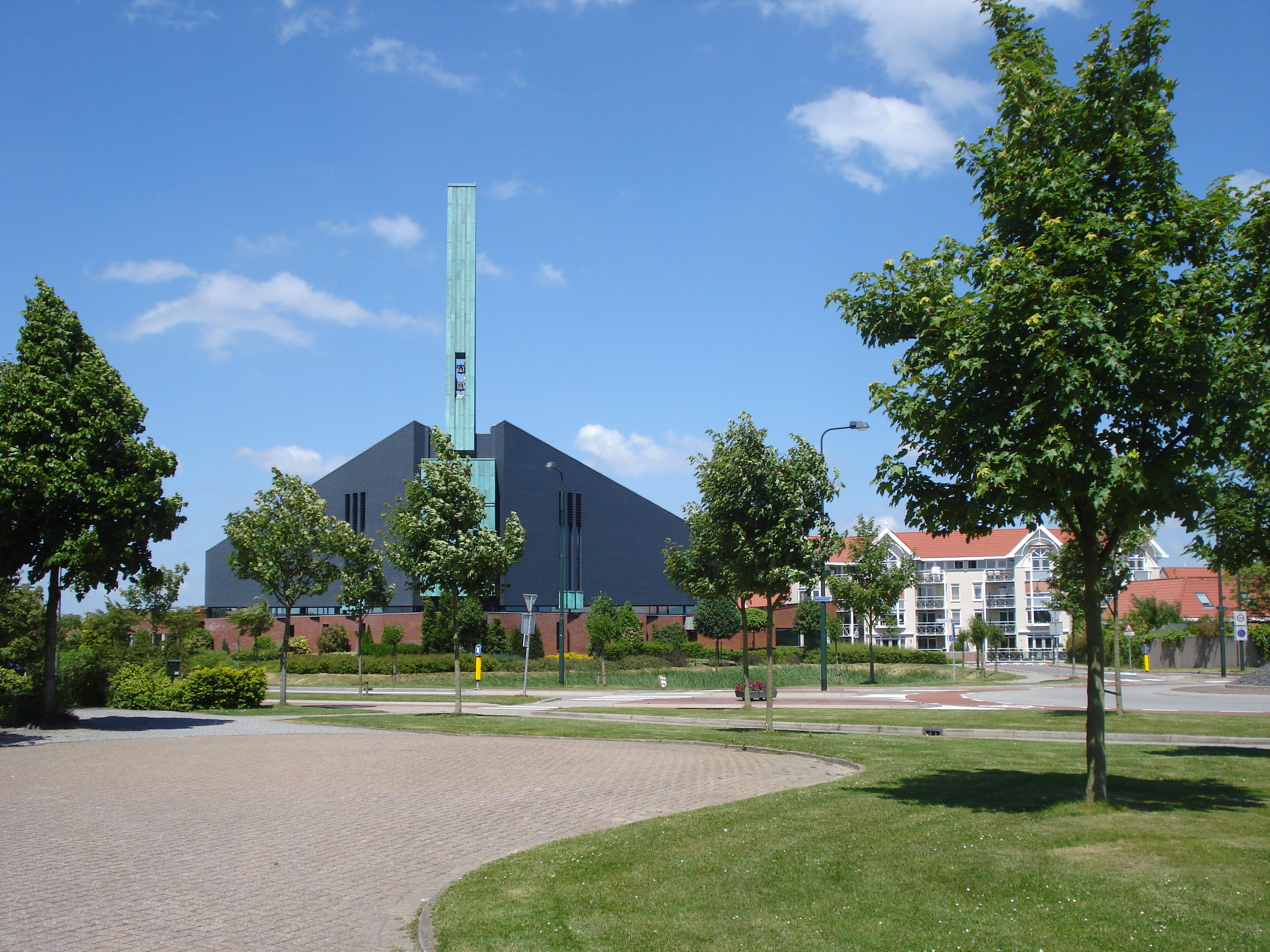
托伦
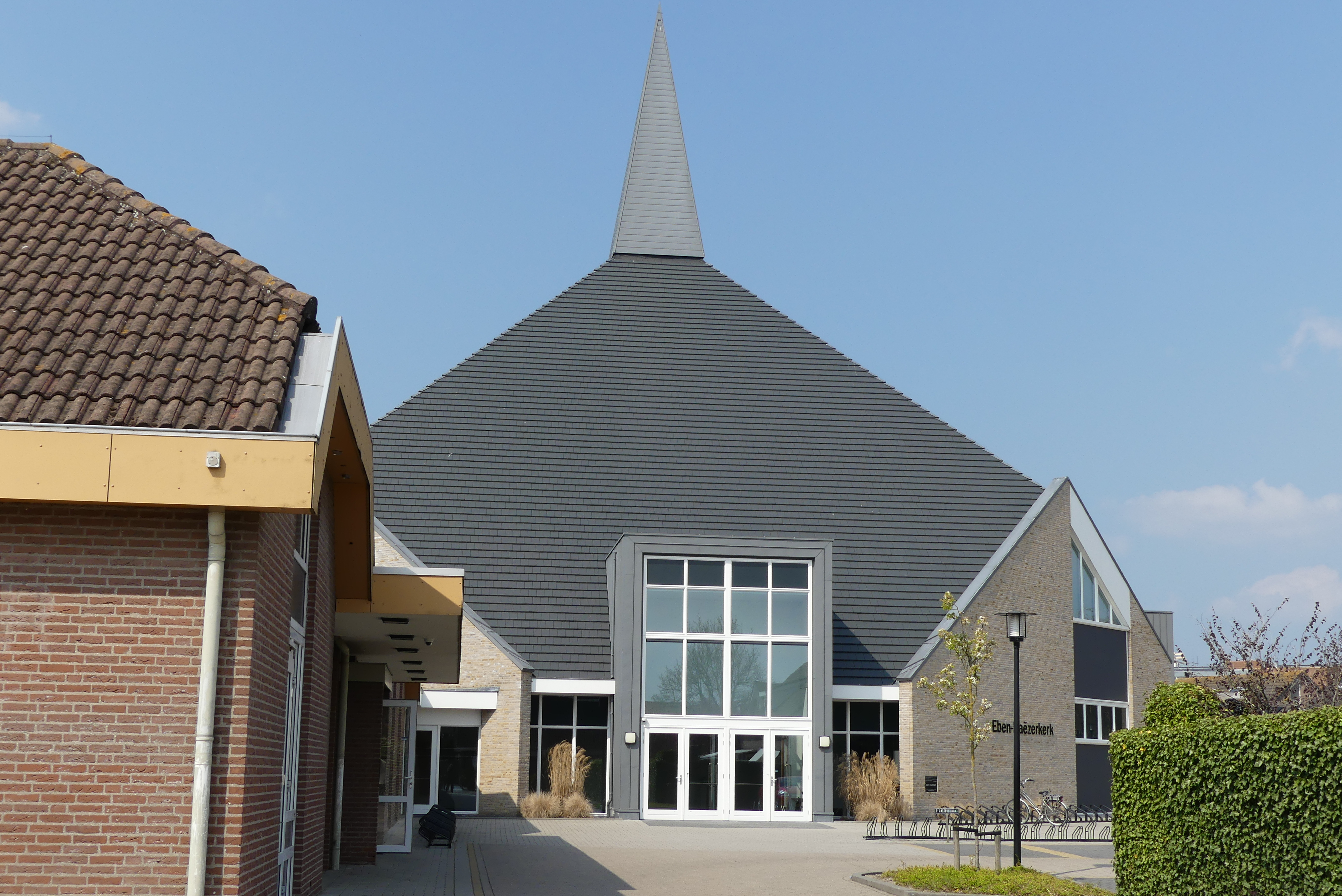
奥德多普
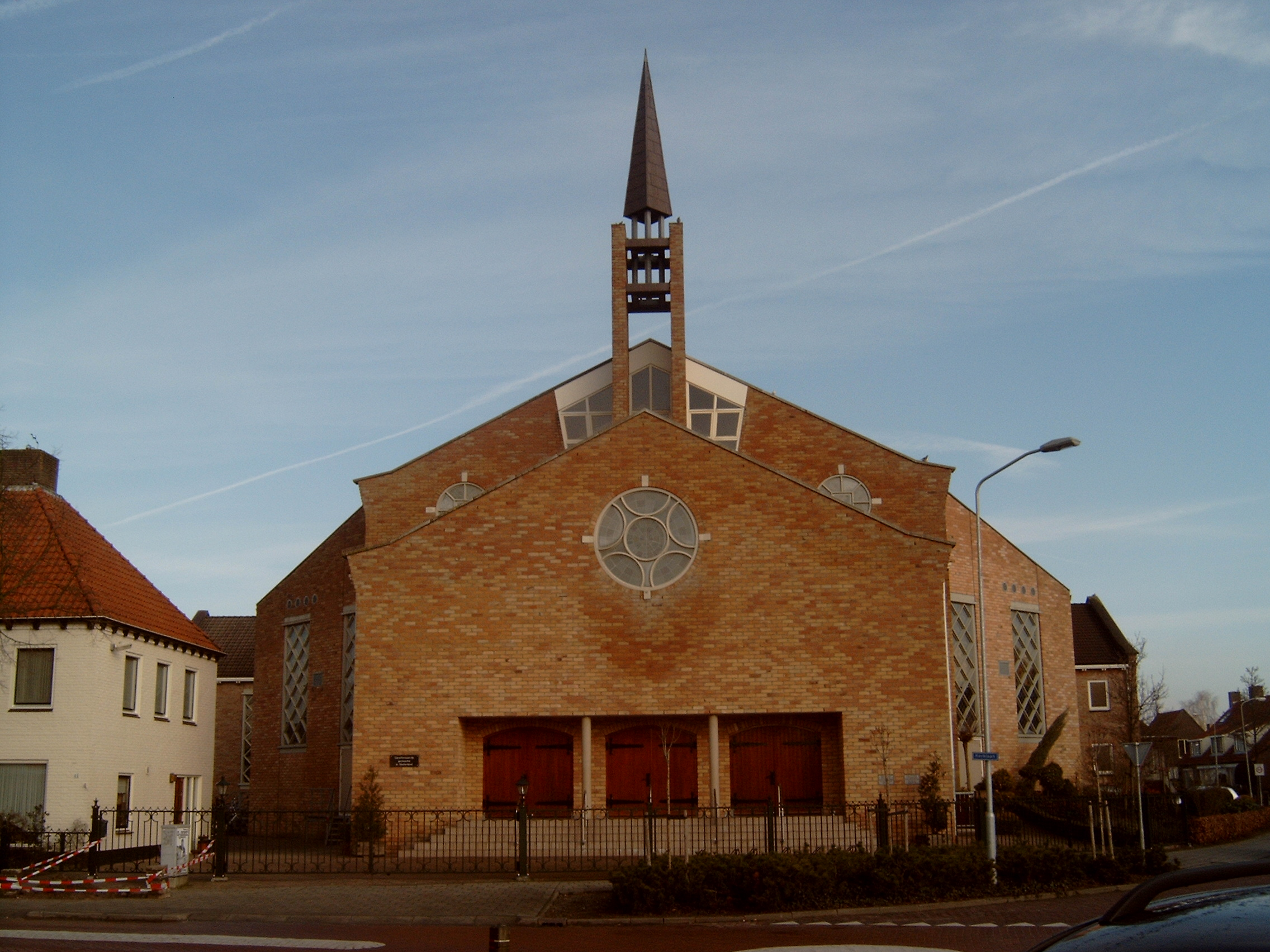
奥普赫斯登
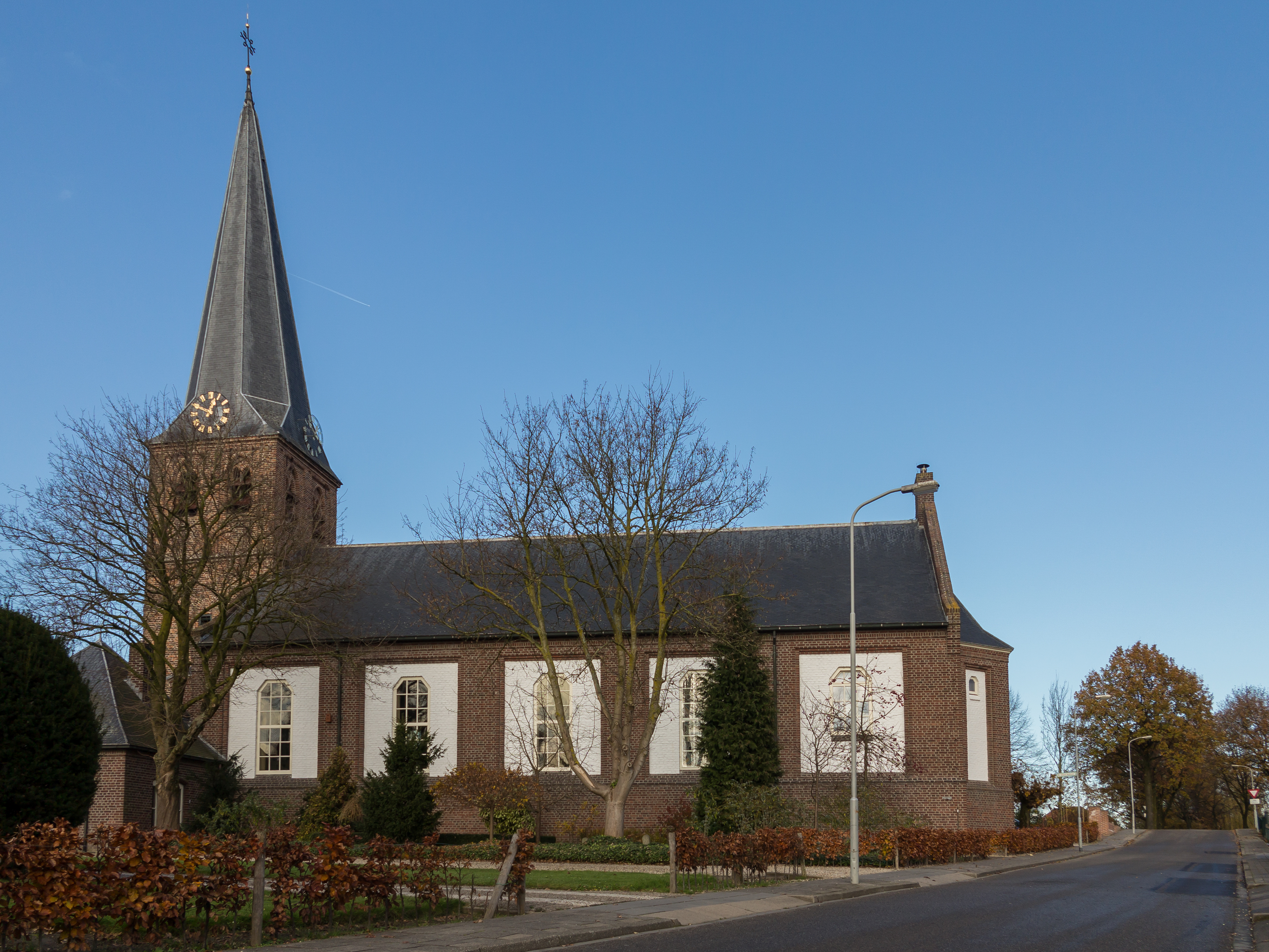
凯斯特伦
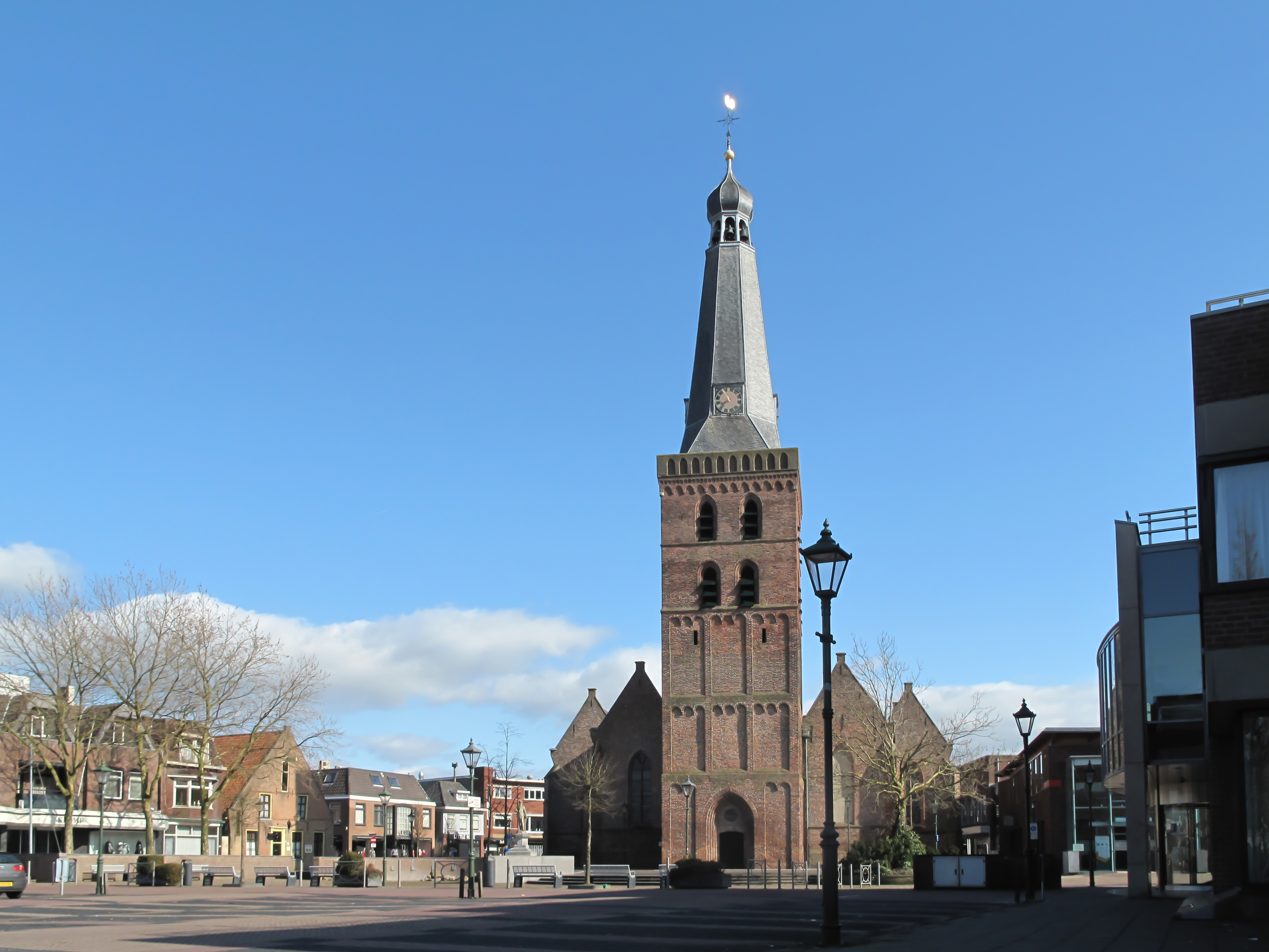
巴讷费尔德
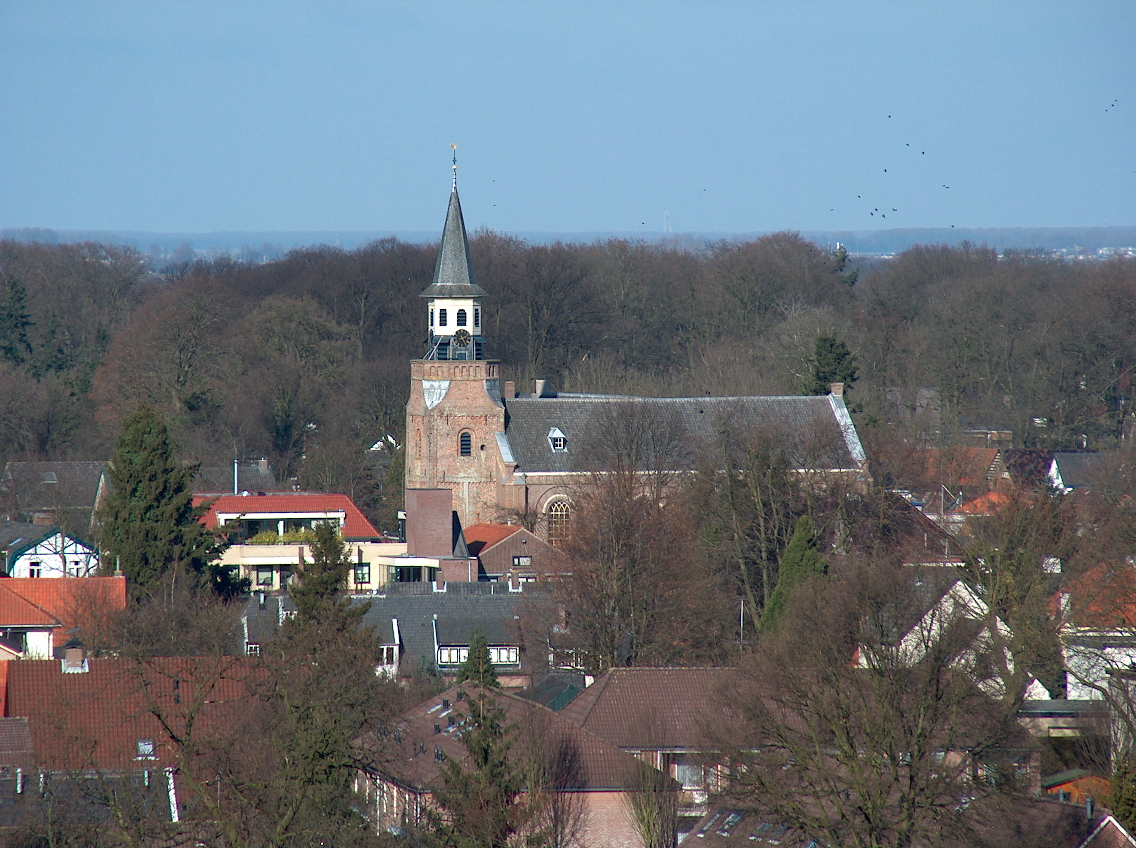
宁斯佩特
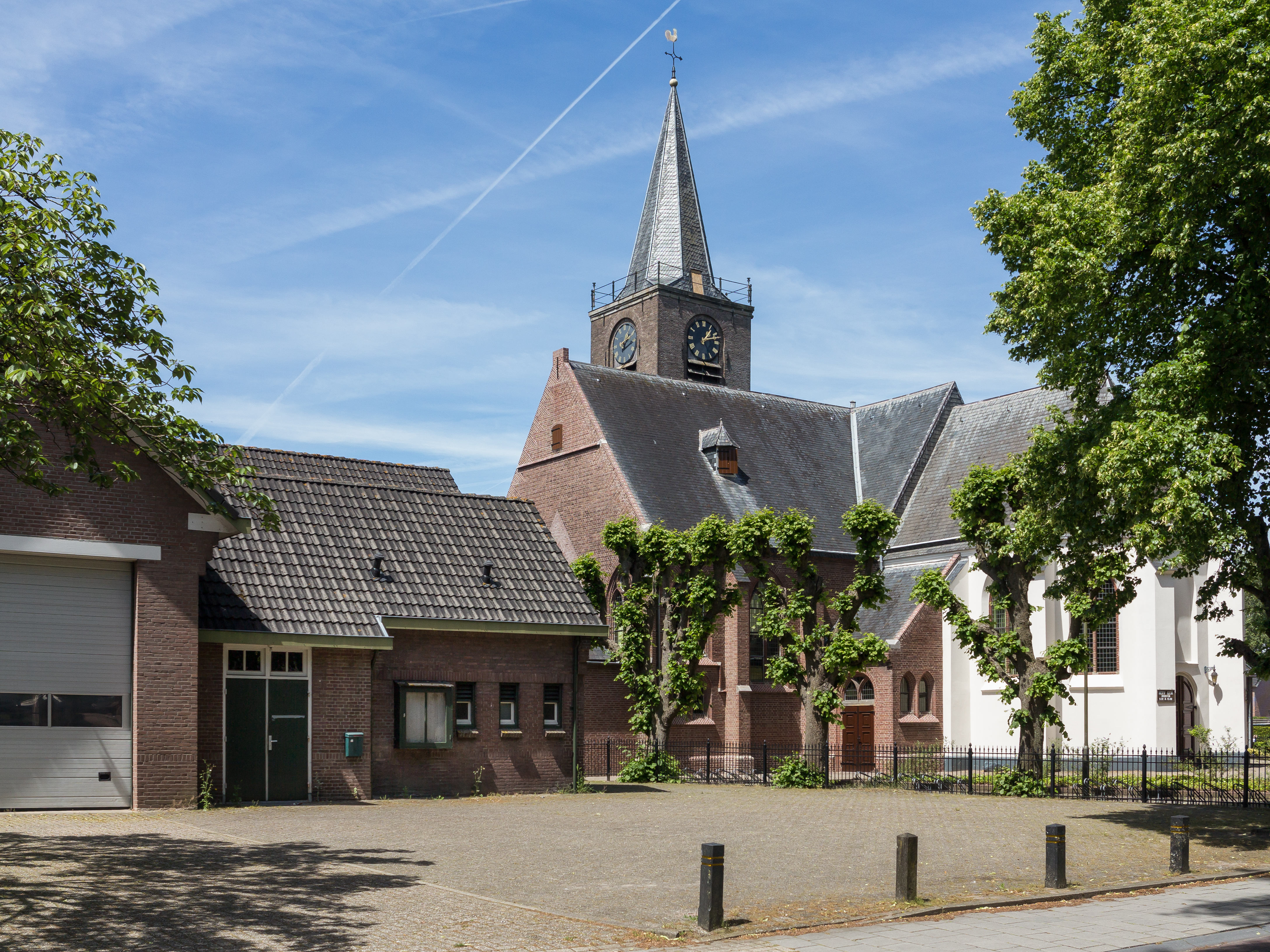
埃尔斯佩特
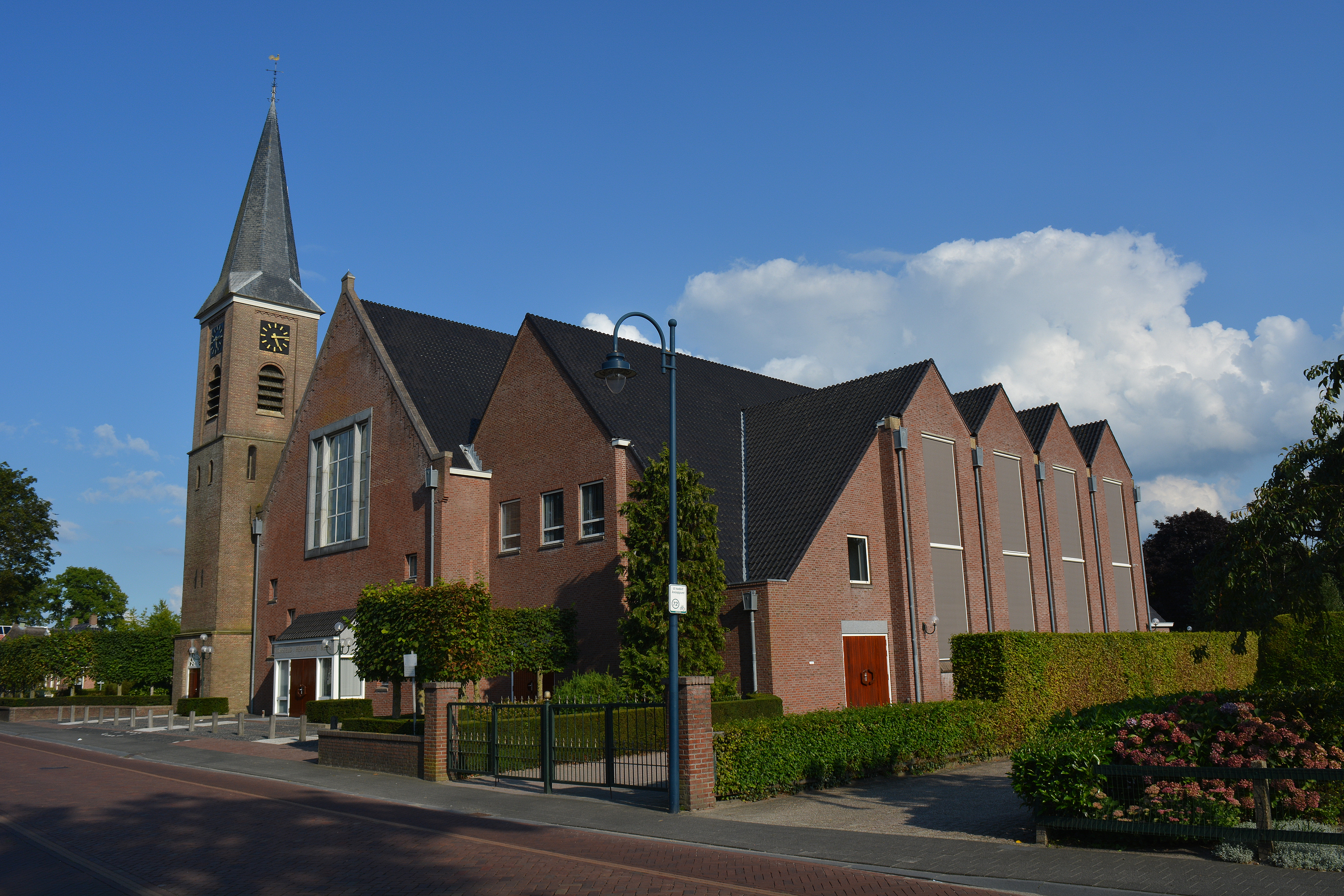
斯塔普霍斯特
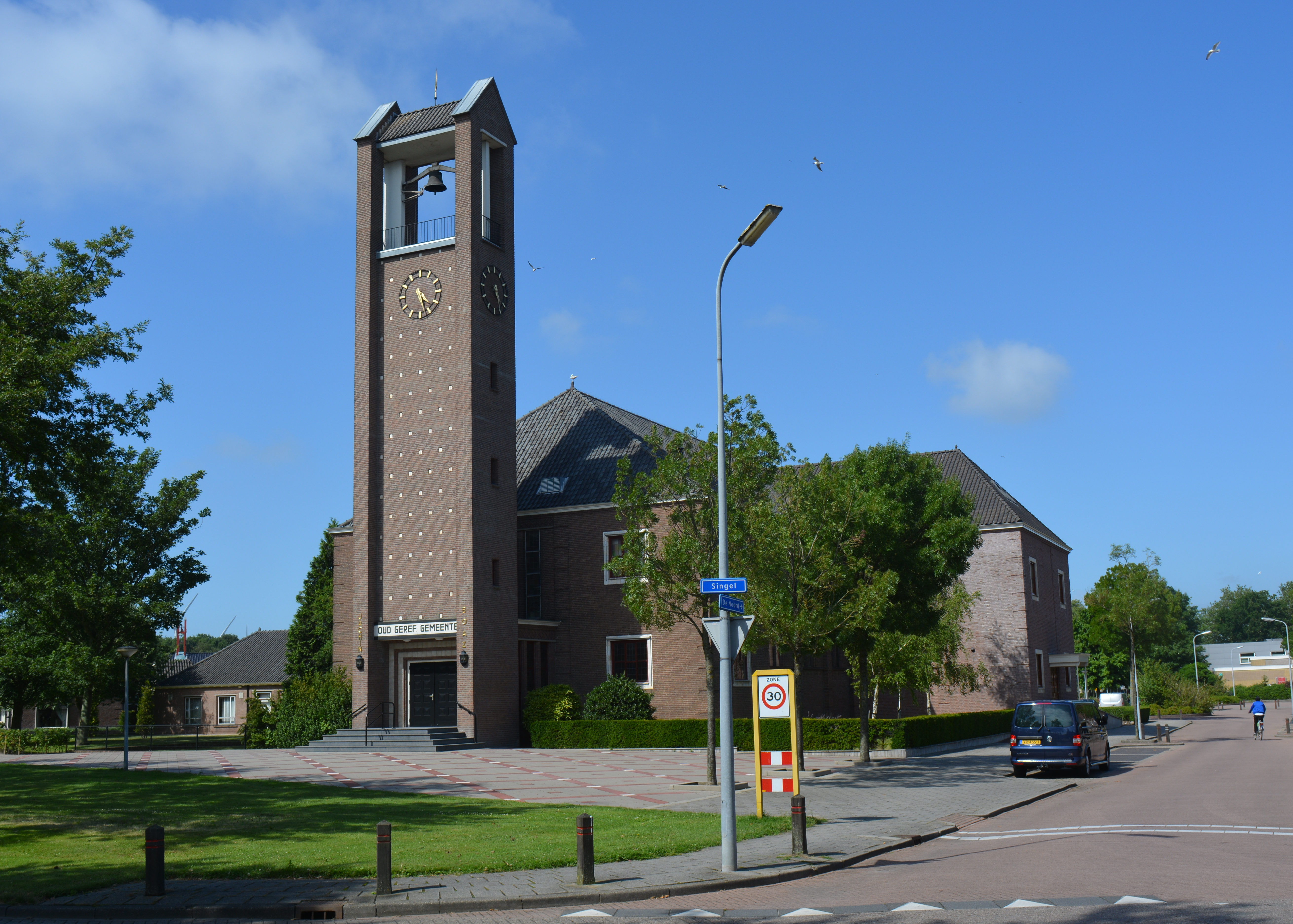
于尔克
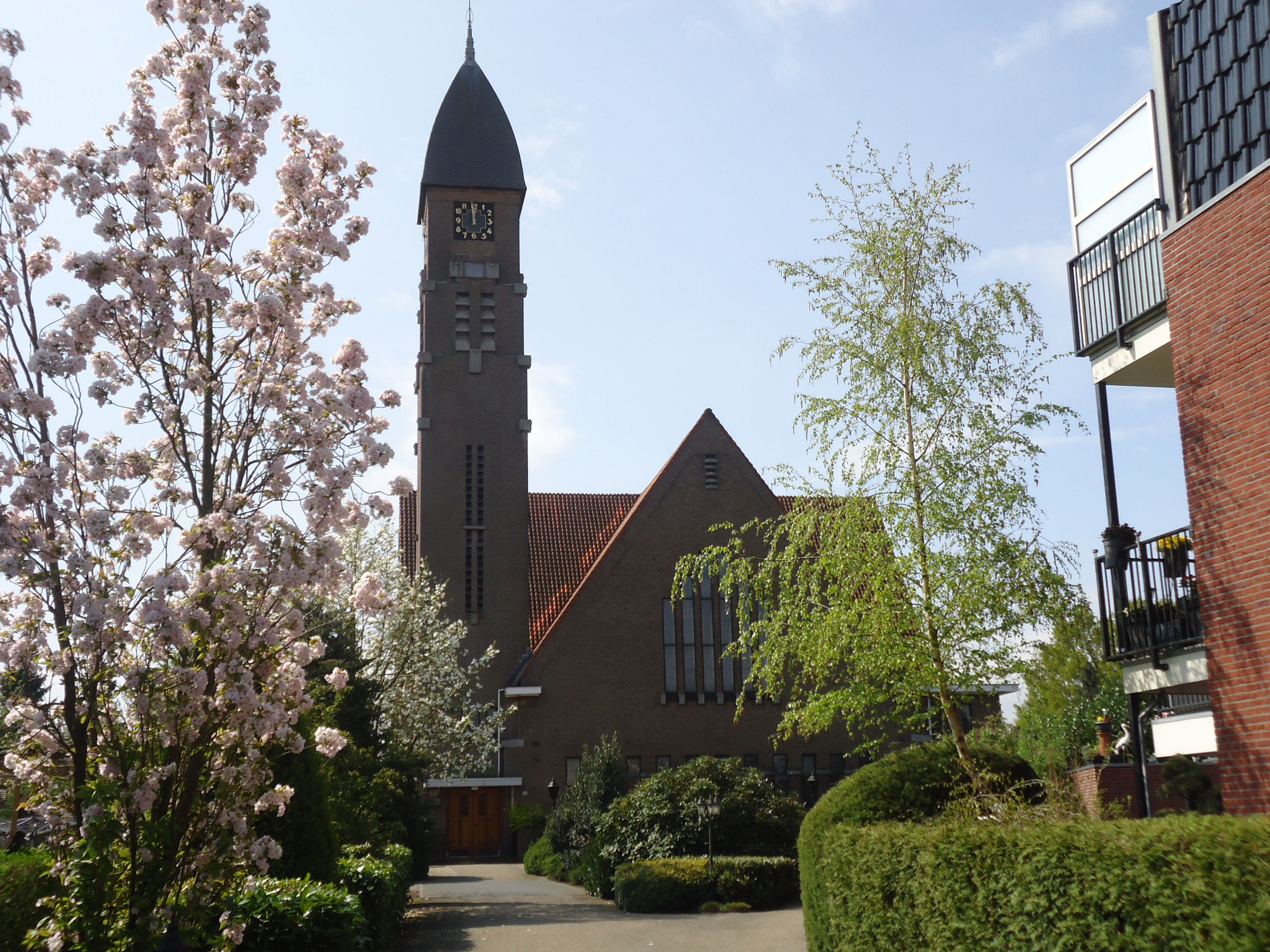
赖森
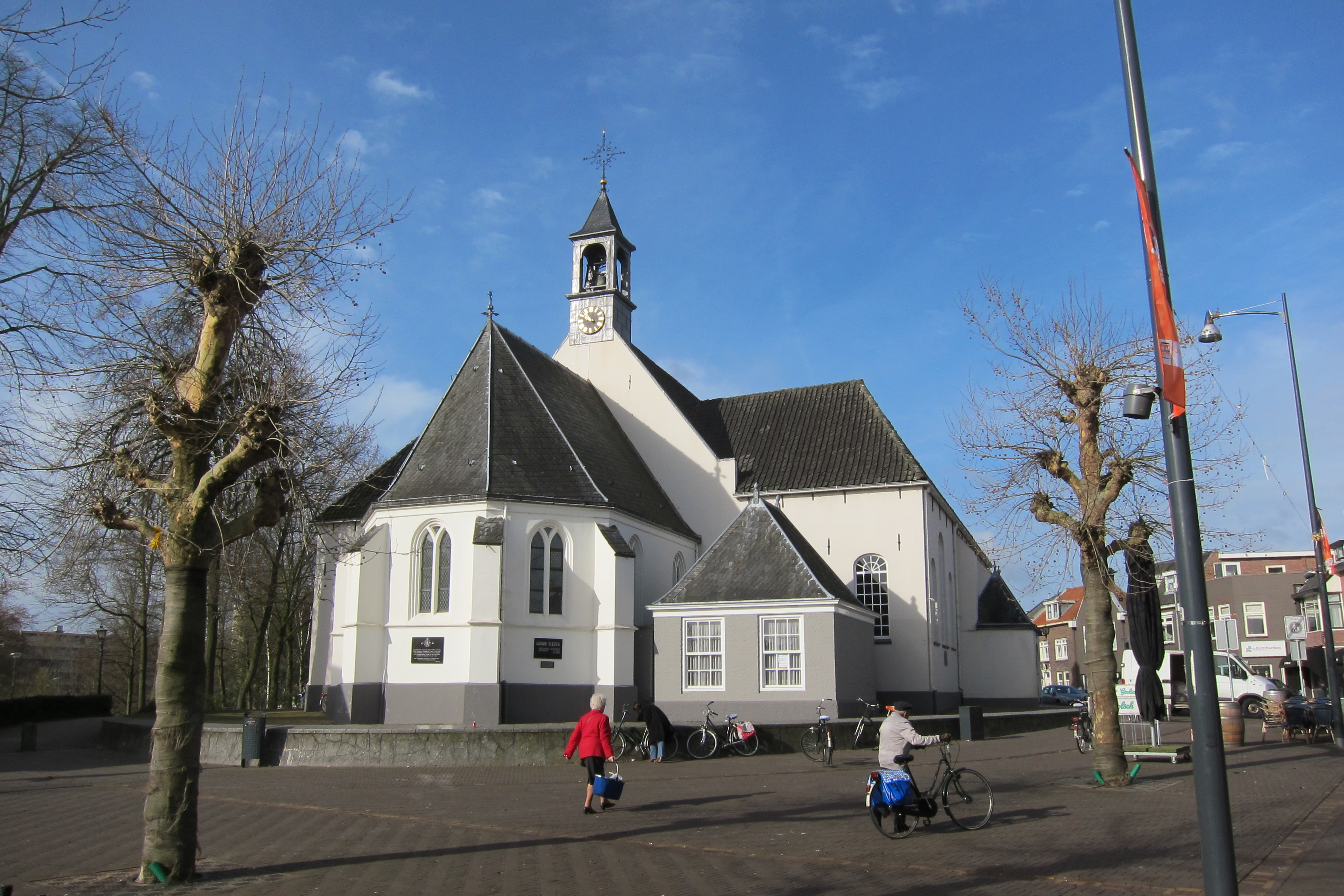
费嫩达尔